# مقاطعة دولو
مقاطعة دولو (بالصومالية: Degmada Doolow)‏ هي مقاطعة تابعة لمحافظة جدو جنوب غرب الصومال، عاصمتها دولو. يحدها الغرب منطقة دولو أدو في إثيوبيا ويفصل بينهم نهر.
نظام الإدارة
يخضع النظام الإداري في بلدة دولو عاصمة المقاطعة بشكل أساسي لإدارة محافظة جدو تتمركز فيها القوات المسلحة الصومالية ورغم أن معظم المكاتب الحكومية لا تعمل في المنطقة إلا أنها تخضع للأمر مباشر من ممثلي الحكومة.

## روابط خارجية
- مقاطعات الصومال
- الخريطة الإدارية لمقاطعة دولو